# Ашантихене
Ашантихене (асантехене) — абсолютный монарх Королевства Ашанти, культурного региона Ашантиленд и народа ашанти. Королевский дом Ашанти возводят к династиям Абохьен и Беретуо. Осей Туту Опемсу (Осей Кофи Туту I) основал империю Ашанти в 1701 году и был коронован как ашантихене (Король всех Ашанти). Осей Туту удерживал престол Ашанти вплоть до своей смерти в бою в 1717 году, он был шестым королем в истории монархии Ашанти.
Ашантихене — правитель народа ашанти и Королевства Ашанти и Ашантиленда, родины народа ашанти, исторически титул большого значения. Ашантихене восседает на троне, известном как Золотой Табурет (golden stool, Sika 'dwa), и этим же словосочетанием обозначается институт правления ашантихене.
Конфедерация Ашанти стала британским протекторатом в 1902 году, а институт Ашантихене был упразднён. В 1926 году британцы позволили Премпеху I вернуться из изгнания (ранее он был сослан на Сейшельские острова в 1896 году) и разрешили ему взять титул кумасехене, но не ашантихене. Однако, в 1935 году британцы пошли на частичное возрождение самостоятельности Королевства Ашанти — и титул ашантихене стал использоваться опять.
6 марта 1957 года Королевство Ашанти и Ашантиленд вступили союз с Ганой, Северными территориями, коронной колонией Голд-Кост и британской мандатной территорией в Тоголенде, образовав современную Гану. Институт Ашантихене сегодня можно назвать субнациональной конституционной монархией.
Резиденцией ашантихене является дворец Манхия в Кумаси.

## Список правителей
Все правители в приведенных ниже списках были представителями династии Абохьен.

### Квааманхене государства Квааман
| Имя               | Правление     |
| ----------------- | ------------- |
| Нана Твум         | с ок. 1570    |
| Нана Антви        | до ок. 1600   |
| Нана Кобиа Амамфи | ок. 1600—1630 |
| Нана Оти Акентен  | ок. 1630—1640 |

### Кумасехене государства Кумасеман
| Имя                           | Правление          | Примечания                                                            |
| ----------------------------- | ------------------ | --------------------------------------------------------------------- |
| Нана Оти Акентен              | ок. 1640—1660      |                                                                       |
| Отумфуо Нана Осей Туту Опемсу | ок. 1675/1680-1701 | Основатель государства Ашантиман. Продолжил правление как ашантихене. |

### Ашантихене Королевства Ашанти (Империя Ашанти)
Все регенты были из династии Беретуо, носившей и сохраняющей титул мампонгене (правитель города Мампон).
После смерти ашантихене, обязанностью мампонгене является регентство ависиахене (Awisiahene).
| Имя | Правление                               | Примечания |               |
| --- | --------------------------------------- | --- | ------------- |
| Отумфуо Нана Осей Туту I | 1701—1717                               | |               |
| Регент 1717—1720 Аманиампон |                                         | |               |
| Отумфуо Нана Опоку Варе Катакьие | 1720—1750                               | |               |
| Отумфуо Нана Куси Обоадум | 1750—1764                               | Вынужден отречься от престола. |               |
| Регент 1764 Сафо Kantanka, в mamponghene |                                         | |               |
| Отумфуо Нана Осей Квадво Окоавиа | 1764—1777                               | |               |
| Регент 1777 Атакора Кваме, в mamponghene |                                         | |               |
| Осей Кваме | 1777—1803                               | |               |
| Отумфуо Нана Опоку Фофи | с декабря 1803 по март 1804             | |               |
| Осей Туту Кваме Асиба | 1804 — 21 января 1824                   | Известен как Отумфуо Нана Осей Туту Кваме Бонсу Асиба с 1807. |               |
| Отумфуо Нана Осей Йав Акото | 1824 — 21 февраля 1834                  | |               |
| Отумфуо Нана Кваку Дуа I | 25 августа 1834 — 27 апреля 1867        | |               |
| Отумфуо Нана Кофи Карикари | 28 мая 1867 — 26 октября 1874           | Вынужден отречься от престола. |               |
| Регент 1874 года Квабена Двомо, мампонгене |                                         | |               |
| Отумфуо Нана Менса Бонсу | 1874 — 8 марта 1883                     | Вынужден отречься от престола. |               |
| |                                         | |               |
| Отумфуо Нана Кваку Дуа II | 28 апреля 1884 — 11 июня 1884           | Умер после непродолжительной болезни. |               |
| Период Гражданской войны ашанти 1883—1888 |                                         | |               |
| Переходный Совет 1884—1887. Председатель Овусу Кофи c 11 июня 1884 г. по ноябрь 1884 года. Председатель Акйампон Паньин с ноября 1884 по 1887. |                                         | |               |
| Регент с 1887 по 26 марта 1888 Овусу Секьере II, мампонгене                                                                                    |                                         | |               |
| Отумфуо Нана Премпех I | 26 марта 1888 — 12 мая 1931 года        | Изначально тронное имя Кваку Дуа III Асаму. Арестован британцами в 1896. Сослан в 1900. Выпущен 12 сентября 1924 года. Восстановлен как кумасехене 12 ноября 1926 года. |               |
| Отумфуо Нана Осей Туту Агьеман Премпех II | 22 июня 1931 — 27 мая 1970 года         | Сначала с титулом кумасехене, ашантихене с 31 января 1935 года в связи с восстановлением титула.                                                                        | Премпех II    |
| Отумфуо Нана Опоку Варе II | 6 июля 1970 года — 26 февраля 1999 года | Правил как король Ашанти, ашантихене | Опоку Варе II |
| Регент с 26 февраля 1999 года по 26 апреля 1999 года Осей Бонсу II, мампонгене                                                                 |                                         | |               |
| Отумфуо Нана Осей Туту II | 26 апреля 1999 — по настоящее время     | Ашантихене на данный момент | Осей Туту II  |